# Calvin de Haan
Calvin de Haan (* 9. května 1991) je profesionální kanadský hokejový obránce momentálně hrající v týmu Colorado Avalanche v severoamerické lize NHL. S Hurricanes podepsal de Haan v říjnu 2022 roční smlouvu, díky které si přijde na 850 000 dolarů. Draftován byl v roce 2009 v 1. kole jako 12. celkově klubem New York Islanders. Jeho mladší bratr Evan je rovněž hokejistou.

## Klubové statistiky
| Sezona      | Klub                    | Soutěž      | Základní část | Základní část | Základní část | Základní část | Základní část | Play off | Play off | Play off | Play off | Play off |
| Sezona      | Klub                    | Soutěž      | Z             | G             | A             | B             | TM            | Z        | G        | A        | B        | TM       |
| ----------- | ----------------------- | ----------- | ------------- | ------------- | ------------- | ------------- | ------------- | -------- | -------- | -------- | -------- | -------- |
| 2008–09     | Oshawa Generals         | OHL         | 68            | 8             | 55            | 63            | 40            | —        | —        | —        | —        | —        |
| 2009–10     | Oshawa Generals         | OHL         | 34            | 5             | 19            | 24            | 14            | —        | —        | —        | —        | —        |
| 2010–11     | Oshawa Generals         | OHL         | 55            | 6             | 42            | 48            | 48            | 11       | 1        | 11       | 12       | 6        |
| 2011–12     | Bridgeport Sound Tigers | AHL         | 56            | 2             | 14            | 16            | 24            | —        | —        | —        | —        | —        |
| 2011–12     | New York Islanders      | NHL         | 1             | 0             | 0             | 0             | 0             | —        | —        | —        | —        | —        |
| 2012–13     | Bridgeport Sound Tigers | AHL         | 3             | 0             | 2             | 2             | 4             | —        | —        | —        | —        | —        |
| 2013–14     | Bridgeport Sound Tigers | AHL         | 17            | 1             | 2             | 3             | 8             | —        | —        | —        | —        | —        |
| 2013–14     | New York Islanders      | NHL         | 51            | 3             | 13            | 16            | 30            | —        | —        | —        | —        | —        |
| 2014–15     | New York Islanders      | NHL         | 65            | 1             | 11            | 12            | 24            | 5        | 0        | 1        | 1        | 2        |
| 2015–16     | New York Islanders      | NHL         | 72            | 2             | 14            | 16            | 20            | 11       | 0        | 2        | 2        | 2        |
| 2016–17     | New York Islanders      | NHL         | 82            | 5             | 20            | 25            | 36            | —        | —        | —        | —        | —        |
| 2017–18     | New York Islanders      | NHL         | 33            | 1             | 11            | 12            | 8             | —        | —        | —        | —        | —        |
| 2018–19     | Carolina Hurricanes     | NHL         | 74            | 1             | 13            | 14            | 20            | 12       | 1        | 0        | 1        | 2        |
| 2019–20     | Chicago Blackhawks      | NHL         | 29            | 1             | 5             | 6             | 10            | 9        | 0        | 1        | 1        | 0        |
| 2020–21     | Chicago Blackhawks      | NHL         | 44            | 1             | 9             | 10            | 14            | —        | —        | —        | —        | —        |
| 2021–22     | Chicago Blackhawks      | NHL         | 69            | 4             | 4             | 8             | 33            | —        | —        | —        | —        | —        |
| 2022–23     | Carolina Hurricanes     | NHL         | 53            | 2             | 10            | 12            | 20            | —        | —        | —        | —        | —        |
| 2023–24     | Tampa Bay Lightning     | NHL         | 59            | 3             | 7             | 10            | 22            | 1        | 0        | 0        | 0        | 0        |
| NHL celkově | NHL celkově             | NHL celkově | 632           | 24            | 117           | 141           | 237           | 38       | 1        | 4        | 5        | 6        |

### Reprezentační statistiky
| 2009            | Kanada 18       | MS18            | 6  | 0 | 6  | 6  | 0 | 4. místo         |
| 2010            | Kanada 20       | MSJ             | 4  | 0 | 1  | 1  | 0 | Stříbrná medaile |
| 2011            | Kanada 20       | MSJ             | 6  | 0 | 5  | 5  | 2 | Stříbrná medaile |
| 2017            | Kanada          | MS              | 10 | 0 | 1  | 1  | 8 | Stříbrná medaile |
| Junioři celkově | Junioři celkově | Junioři celkově | 16 | 0 | 12 | 12 | 2 |                  |
| Senioři celkově | Senioři celkově | Senioři celkově | 10 | 0 | 1  | 1  | 8 |                  |